# Carex regeliana
Carex regeliana là một loài thực vật có hoa trong họ Cói. Loài này được (Kük.) Litv. mô tả khoa học đầu tiên năm 1910.